# Manuel Hermoso Rojas
Manuel Antonio Hermoso Rojas (San Cristóbal de La Laguna, 24 de junho de 1935 – Santa Cruz de Tenerife, 17 de junho de 2025) foi um político nacionalista canário, membro da Coalizão Canária. Foi prefeito de Santa Cruz de Tenerife entre 1979 e 1991 e o quarto Presidente das Ilhas Canárias, entre 1993 e 1999.